# جامعة ولاية أوهايو
جامعة ولاية أوهايو (بالإنجليزية: Ohio State University)‏، هي جامعة أمريكية عامة يقع حرمها الرئيسي في مدينة كولمبوس بولاية أوهايو، الولايات المتحدة.

## خريجون بارزون
- تشارلز واطسون: أول رئيس للجامعة الأمريكية في القاهرة.

## أساتذة بارزون
- جورج تامر: عمل حتى سبتمبر 2012 أستاذًا للدراسات العربية وشغل كرسي إم إس صوفيا للدراسات العربية بالجامعة.

## الروابط الخارجية
1. ↑  نظام بيانات التعليم ما بعد الثانوي المتكامل، QID:Q6042926
2. ↑   https://web.archive.org/web/20240116123311/https://www.aau.edu/sites/default/files/AAU-Files/Who-We-Are/AAU%20Member%20Universities%20listed%20by%20year_updated%202023.pdf. {{استشهاد ويب}}: |url= بحاجة لعنوان (مساعدة) والوسيط |title= غير موجود أو فارغ (من ويكي بيانات) (مساعدة)
3. ↑   https://www.aau.edu/who-we-are/our-members. اطلع عليه بتاريخ 2024-01-16. {{استشهاد ويب}}: |url= بحاجة لعنوان (مساعدة) والوسيط |title= غير موجود أو فارغ (من ويكي بيانات) (مساعدة)
4. ↑   https://orcid.org/members/001G000001EBqbpIAD-the-ohio-state-university. {{استشهاد ويب}}: |url= بحاجة لعنوان (مساعدة) والوسيط |title= غير موجود أو فارغ (من ويكي بيانات) (مساعدة)
5. ↑   https://web.archive.org/web/20231020113811/https://orcid.org/members. اطلع عليه بتاريخ 2023-10-20. {{استشهاد ويب}}: |url= بحاجة لعنوان (مساعدة) والوسيط |title= غير موجود أو فارغ (من ويكي بيانات) (مساعدة)
6. ↑  "Our Members / Tier 6" (بالإنجليزية). Retrieved نوفمبر 2021. {{استشهاد ويب}}: تحقق من التاريخ في: |accessdate= (help)
7. ↑   https://web.archive.org/web/20240120080233/https://acememberdirectory.azurewebsites.net/. اطلع عليه بتاريخ 2024-01-20. {{استشهاد ويب}}: |url= بحاجة لعنوان (مساعدة) والوسيط |title= غير موجود أو فارغ (من ويكي بيانات) (مساعدة)
8. ↑   https://web.archive.org/web/20240227092307/https://www.cni.org/about-cni/membership/members. اطلع عليه بتاريخ 2024-02-27. {{استشهاد ويب}}: |url= بحاجة لعنوان (مساعدة) والوسيط |title= غير موجود أو فارغ (من ويكي بيانات) (مساعدة)

- الموقع الرسمي
- The Ohio State University Oral History Project
- Interactive Historical Map of The Ohio State University Campus
- John H. Herrick Archives at the Knowlton School of Architecture نسخة محفوظة 4 يونيو 2008 على موقع واي باك مشين.
- History of The Ohio State University from The Ohio State University